# 113 f.Kr.

## Händelser

### Efter plats

#### Romerska republiken
- Germanska stammar anfaller Gallien och norra Spanien, varvid kimbrerna besegrar en romersk armé under Gnaeus Papirius Carbo i slaget i Dravadalen.
- Krig utbryter mellan keltiberierna och romarna.

#### Seleukiderriket
- Antiochos IX blir kung av Seleukiderriket.

## Avlidna
- Liu Sheng, kinesisk prins
- Zhang Qian, kinesisk upptäcktsresande